# Heineken Trophy 1997
Heineken Trophy 1997 — тенісний турнір, що проходив на кортах з трав'яним покриттям у Росмалені (Нідерланди). Належав до серії World в рамках Туру ATP 1996, а також серії Tier III в рамках Туру WTA 1997. Тривав з 16 до 22 червня 1997 року. Ріхард Крайчек і Руксандра Драгомір здобули титул в одиночному розряді.

## Фінальна частина

### Одиночний розряд, чоловіки
Ріхард Крайчек —  Гійом Рау 6–4, 7–6(9–7)
- Для Крайчека це був 3-й титул за сезон і 16-й - за кар'єру.

### Одиночний розряд, жінки
Руксандра Драгомір —  Міріам Ореманс 5–7, 6–2, 6–4
- Для Драгомір це був 1-й титул за рік і 6-й — за кар'єру.

### Парний розряд, чоловіки
Якко Елтінг /  Паул Гаргейс —  Тревор Кронеманн /  Девід Макферсон 6–4, 7–5
- Для Елтінга це був 3-й титул за сезон і 35-й — за кар'єру. Для Гаргейса це був 3-й титул за сезон і 34-й — за кар'єру.

### Парний розряд, жінки
Ева Меліхарова /  Гелена Вілдова —  Каріна Габшудова /  Флоренсія Лабат 6–3, 7–6
- Для Меліхарової це був 1-й титул за рік і 1-й — за кар'єру. Для Вілдової це був 1-й титул за рік і 1-й — за кар'єру.